# Glomeropitcairnia erectiflora
Glomeropitcairnia erectiflora là một loài thực vật có hoa trong họ Bromeliaceae. Loài này được Mez mô tả khoa học đầu tiên năm 1905.

## Hình ảnh

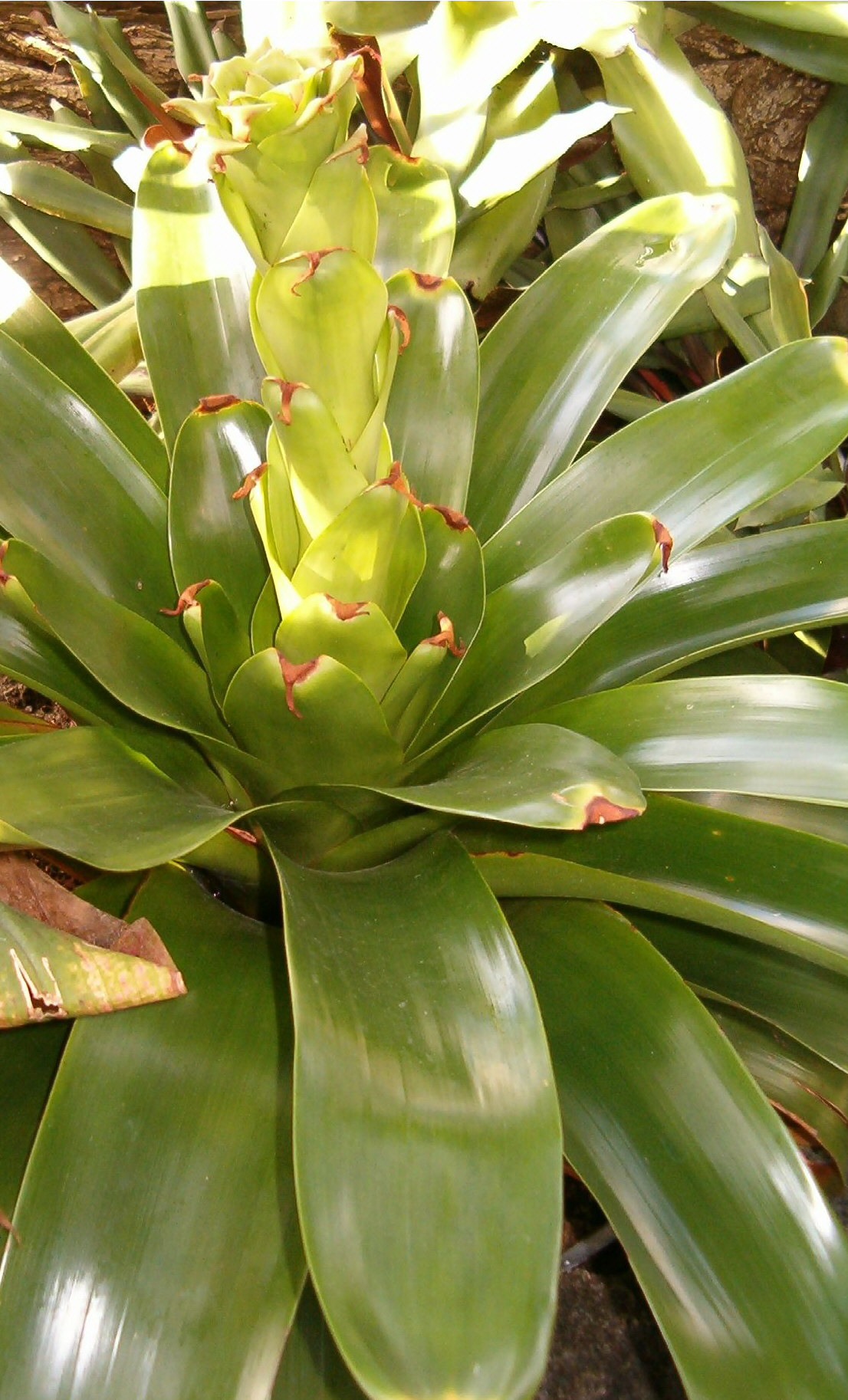
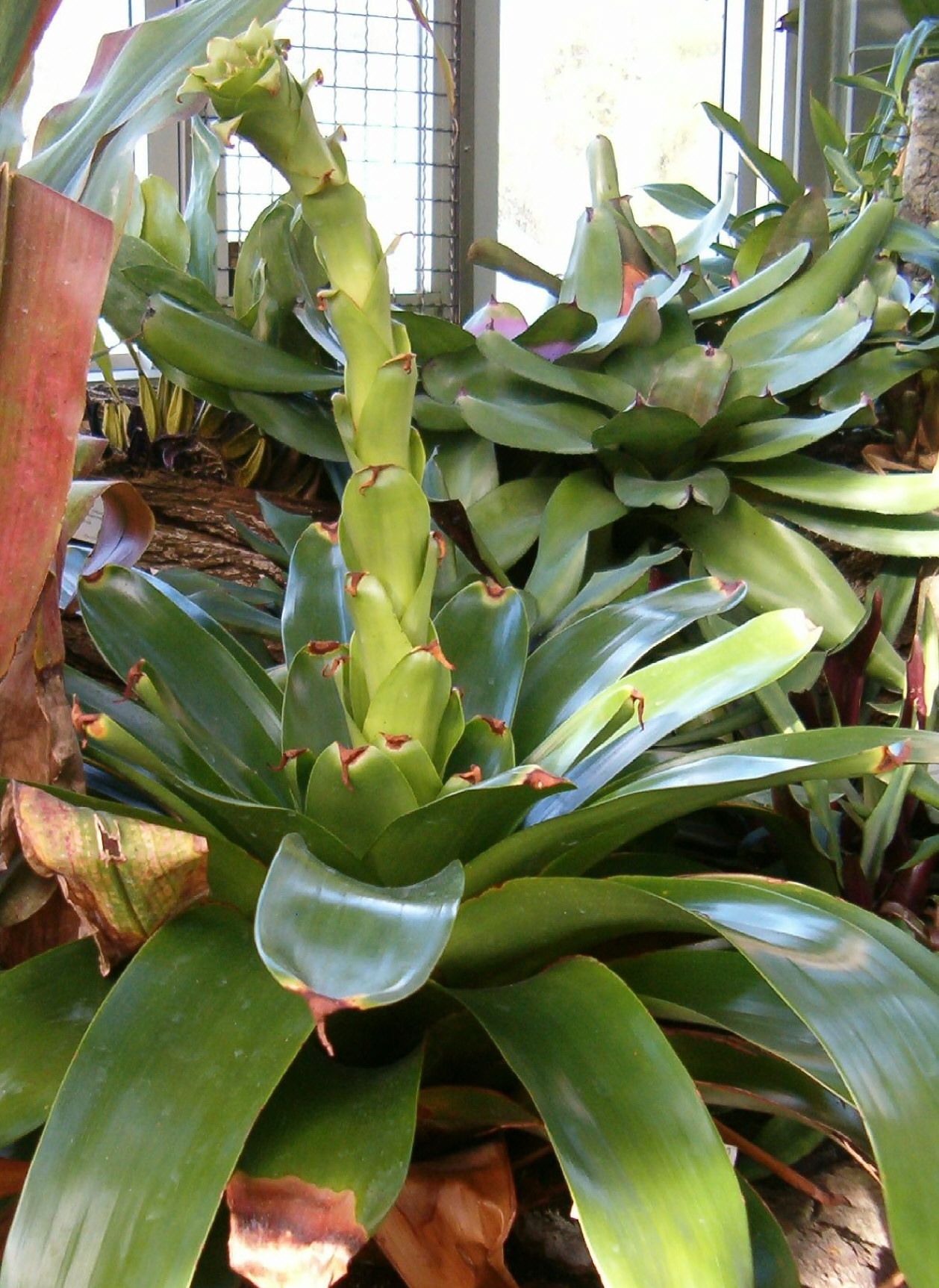
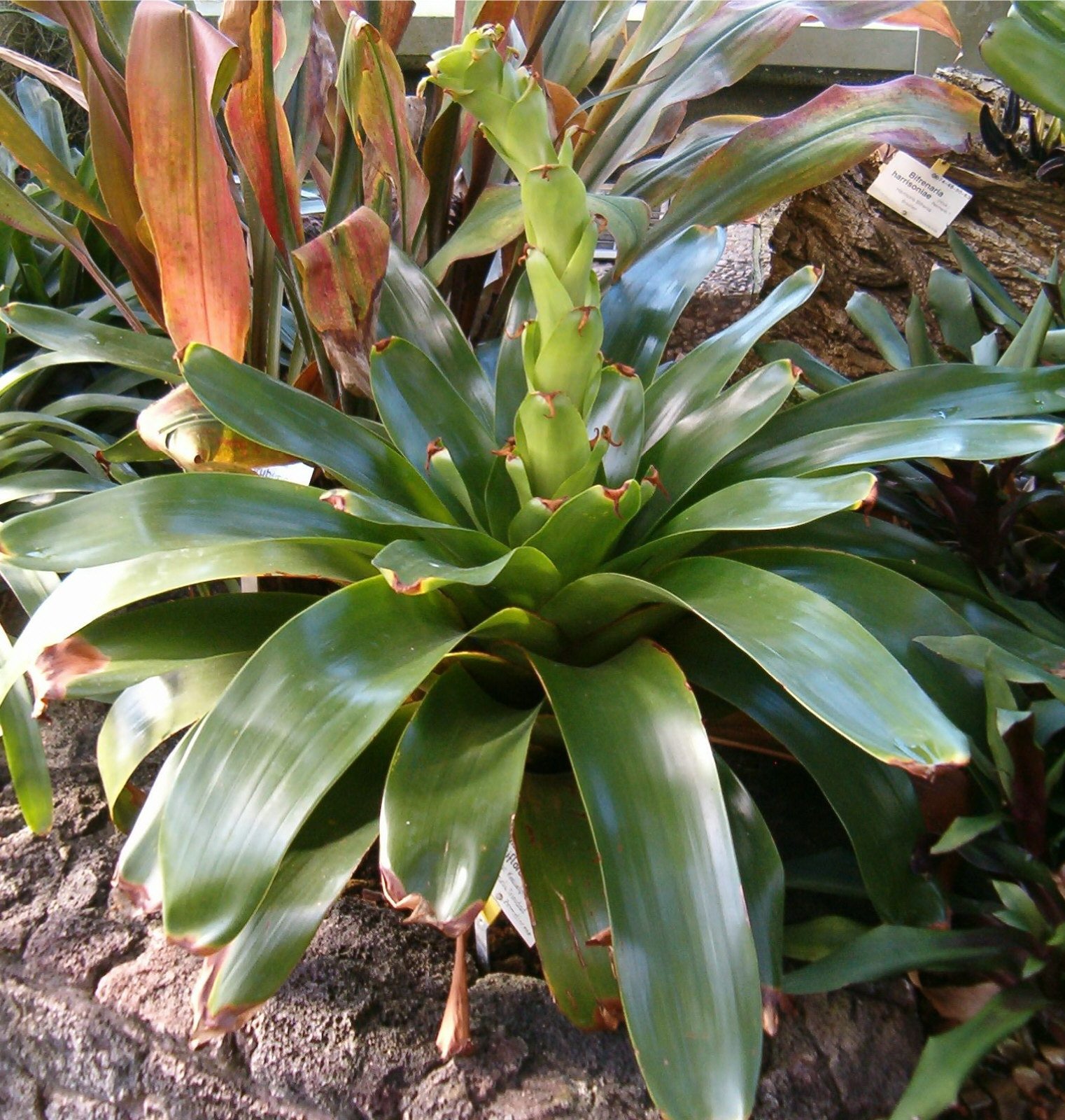
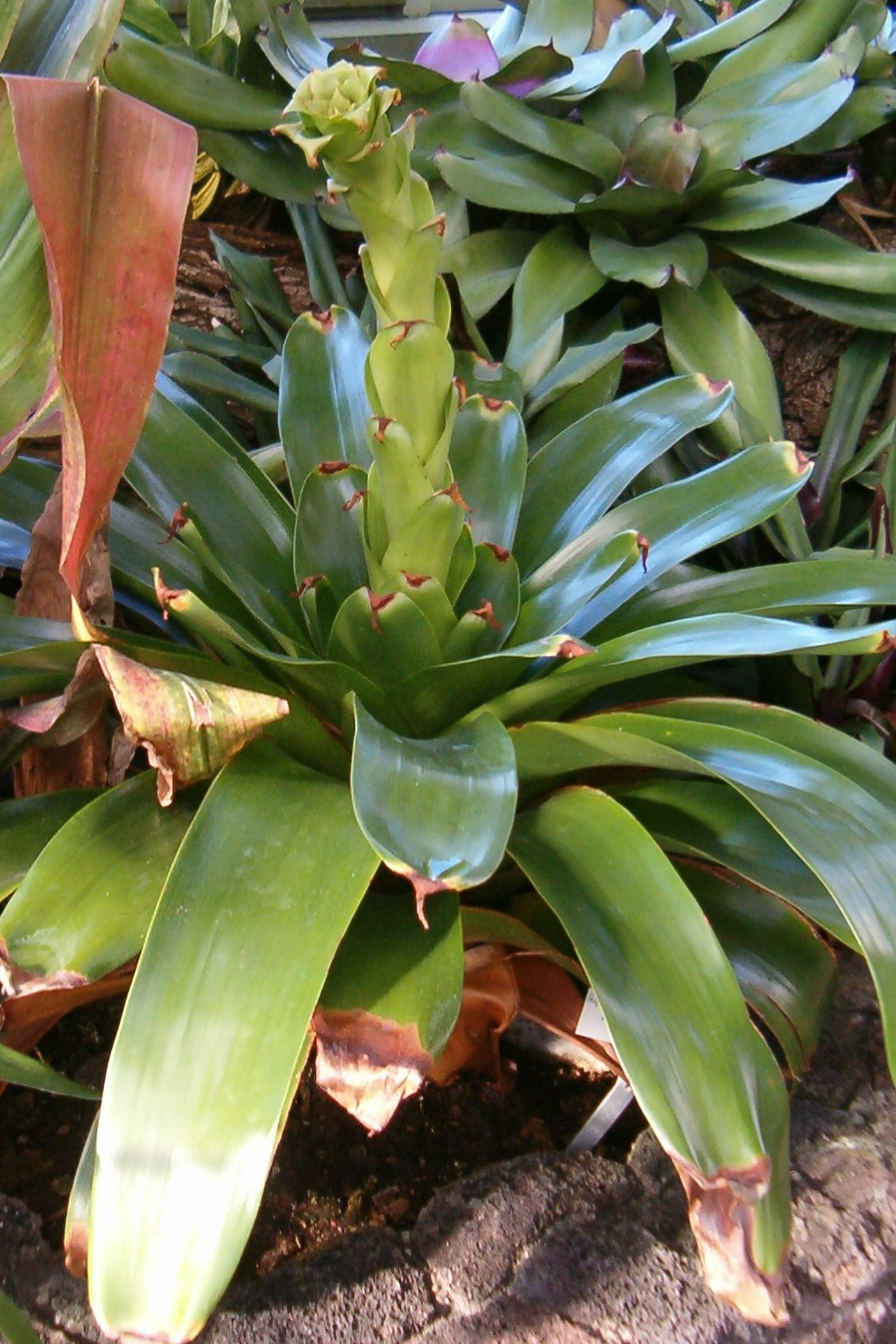